# Gary L. Stevens

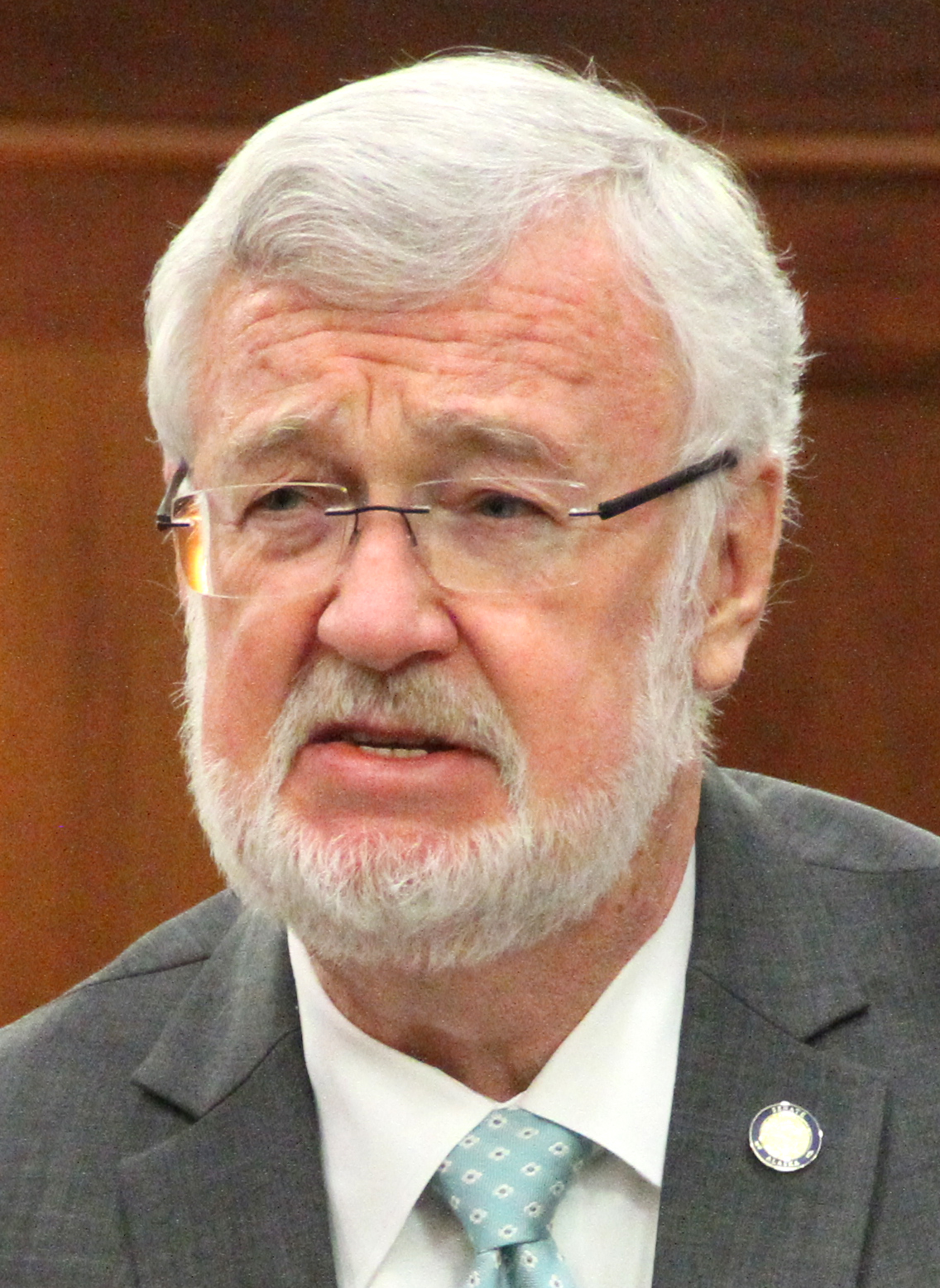
Gary L. Stevens

Gary L. Stevens (* 21. August 1941 in McMinnville, Oregon) ist ein US-amerikanischer Politiker und seit 2003 Senator im Senat von Alaska.
Stevens besuchte das Linfield College, an dem er 1963 seinen Bachelor erhielt, und studierte an der University of Oregon. Dort erhielt Stevens 1965 seinen Master (M.F.A.). Im Anschluss besuchte er 1965 bis 1966 die University of California, Los Angeles, bevor er in die der United States Army von 1967 bis 1970 diente. 1975 bis 1996 war Stevens als Professor am Kodiak College der University of Alaska. 1984 hatte er den Doktorgrad Ph. D. an der University of Oregon erhalten.
Seine politische Karriere begann als Bürgermeister des Kodiak Island Borough. 1976 bis 1978 gehörte er dem Stadtrat (City Council) von Kodiak an und war 1978 bis 1979 Bürgermeister der Stadt. Danach war er 1989 bis 1992 sowie 1994 bis 1996 Abgeordneter in der Versammlung (Assembly) des Kodiak Island Borough. In seiner zweiten Amtszeit war Stevens 1995 bis 1996 der Vorsitzende der Versammlung.
Nachdem Steven mit einer Kandidatur für einen Sitz im Senat von Alaska 1996 sowie 1998 mit einer Kandidatur für einen Sitz im Repräsentantenhaus von Alaska gescheitert war, wurde er 2000 als Republikaner in das Repräsentantenhaus von Alaska gewählt und war dort von 2001 bis zu seiner Ernennung zum Senator Abgeordneter. Februar 2003 wechselte er in den Senat von Alaska um den vakanten Sitz von Alan Austerman neu zu besetzen und ist seitdem als Senator tätig.
Stevens ist verheiratet und hat drei Kinder, einen Sohn und zwei Töchter. Er lebt mit seiner Familie in Kodiak, Alaska.